# Hozier/Diskografie
Diese Diskografie ist eine Übersicht über die musikalischen Werke des irischen Folkrockmusikers Hozier. Den Schallplattenauszeichnungen zufolge hat er bisher mehr als 78 Millionen Tonträger verkauft. Seine erfolgreichste Veröffentlichung ist die Single Take Me to Church mit über 25,5 Millionen verkauften Einheiten.

## Alben

### Studioalben
| Jahr | Titel Musiklabel                                          | Höchstplatzierung, Gesamtwochen, AuszeichnungChartplatzierungen (Jahr, Titel, Musiklabel, Platzierungen, Wochen, Auszeichnungen, Anmerkungen) | Höchstplatzierung, Gesamtwochen, AuszeichnungChartplatzierungen (Jahr, Titel, Musiklabel, Platzierungen, Wochen, Auszeichnungen, Anmerkungen) | Höchstplatzierung, Gesamtwochen, AuszeichnungChartplatzierungen (Jahr, Titel, Musiklabel, Platzierungen, Wochen, Auszeichnungen, Anmerkungen) | Höchstplatzierung, Gesamtwochen, AuszeichnungChartplatzierungen (Jahr, Titel, Musiklabel, Platzierungen, Wochen, Auszeichnungen, Anmerkungen) | Höchstplatzierung, Gesamtwochen, AuszeichnungChartplatzierungen (Jahr, Titel, Musiklabel, Platzierungen, Wochen, Auszeichnungen, Anmerkungen) | Höchstplatzierung, Gesamtwochen, AuszeichnungChartplatzierungen (Jahr, Titel, Musiklabel, Platzierungen, Wochen, Auszeichnungen, Anmerkungen) | Anmerkungen                                                    |
| Jahr | Titel Musiklabel                                          | DE | AT | CH | UK | US | IE | Anmerkungen                                                    |
| ---- | --------------------------------------------------------- | --- | --- | --- | --- | --- | --- | -------------------------------------------------------------- |
| 2014 | Hozier Island Records • Rubyworks Records (UMG)           | DE14 Gold · (29 Wo.)DE | AT22 Platin · (37 Wo.)AT | CH14 (66 Wo.)CH | UK3 ×3Dreifachplatin · (145 Wo.)UK | US2 ×5Fünffachplatin · (… Wo.)US | IE1 ×3Dreifachplatin · (… Wo.)IE | Erstveröffentlichung: 19. September 2014 Verkäufe: + 7.238.500 |
| 2019 | Wasteland, Baby! Island Records • Rubyworks Records (UMG) | DE15 (3 Wo.)DE | AT18 (2 Wo.)AT | CH16 (3 Wo.)CH | UK6 Gold · (7 Wo.)UK | US1 Platin · (15 Wo.)US | IE1 (101 Wo.)IE | Erstveröffentlichung: 1. März 2019 Verkäufe: + 1.235.000       |
| 2023 | Unreal Unearth Island Records • Rubyworks Records (UMG)   | DE4 (5 Wo.)DE | AT7 (3 Wo.)AT | CH5 (2 Wo.)CH | UK1 Gold · (14 Wo.)UK | US3 Platin · (22 Wo.)US | IE1 (… Wo.)IE | Erstveröffentlichung: 18. August 2023 Verkäufe: + 1.145.000    |

### Kompilationen
| Jahr | Titel Album                                                 | Anmerkungen                           |
| ---- | ----------------------------------------------------------- | ------------------------------------- |
| 2014 | Take Me to Church EP + From Eden EP Columbia Records (Sony) | Erstveröffentlichung: 7. Oktober 2014 |

### EPs
| Jahr | Titel                                                      | Höchstplatzierung, Gesamtwochen, AuszeichnungChartplatzierungen (Jahr, Titel, Platzierungen, Wochen, Auszeichnungen, Anmerkungen) | Höchstplatzierung, Gesamtwochen, AuszeichnungChartplatzierungen (Jahr, Titel, Platzierungen, Wochen, Auszeichnungen, Anmerkungen) | Höchstplatzierung, Gesamtwochen, AuszeichnungChartplatzierungen (Jahr, Titel, Platzierungen, Wochen, Auszeichnungen, Anmerkungen) | Höchstplatzierung, Gesamtwochen, AuszeichnungChartplatzierungen (Jahr, Titel, Platzierungen, Wochen, Auszeichnungen, Anmerkungen) | Höchstplatzierung, Gesamtwochen, AuszeichnungChartplatzierungen (Jahr, Titel, Platzierungen, Wochen, Auszeichnungen, Anmerkungen) | Höchstplatzierung, Gesamtwochen, AuszeichnungChartplatzierungen (Jahr, Titel, Platzierungen, Wochen, Auszeichnungen, Anmerkungen) | Anmerkungen                             |
| Jahr | Titel                                                      | DE | AT | CH | UK | US | IE | Anmerkungen                             |
| ---- | ---------------------------------------------------------- | --- | --- | --- | --- | --- | --- | --------------------------------------- |
| 2013 | Take Me to Church Island Records • Rubyworks Records (UMG) | — | — | — | — | US107 (1 Wo.)US | — | Erstveröffentlichung: 3. Juli 2013      |
| 2014 | From Eden Island Records • Rubyworks Records (UMG)         | — | — | — | — | — | — | Erstveröffentlichung: 9. März 2014      |
| 2015 | Live in America Columbia Records (Sony)                    | — | — | — | — | — | — | Erstveröffentlichung: 31. Juli 2015     |
| 2018 | Nina Cried Power Island Records • Rubyworks Records (UMG)  | — | — | — | — | US60 (1 Wo.)US | — | Erstveröffentlichung: 6. September 2018 |
| 2023 | Eat Your Young Island Records • Rubyworks Records (UMG)    | — | — | — | — | — | — | Erstveröffentlichung: 27. März 2023     |
| 2024 | Unheard Island Records • Rubyworks Records (UMG)           | — | — | CH57 (1 Wo.)CH | — | US10 (29 Wo.)US | — | Erstveröffentlichung: 22. März 2024     |
| 2024 | Unaired Island Records • Rubyworks Records (UMG)           | — | — | — | — | — | — | Erstveröffentlichung: 16. August 2024   |

## Singles

### Als Leadmusiker
| Jahr | Titel Album                                                           | Höchstplatzierung, Gesamtwochen, AuszeichnungChartplatzierungen (Jahr, Titel, Album, Platzierungen, Wochen, Auszeichnungen, Anmerkungen) | Höchstplatzierung, Gesamtwochen, AuszeichnungChartplatzierungen (Jahr, Titel, Album, Platzierungen, Wochen, Auszeichnungen, Anmerkungen) | Höchstplatzierung, Gesamtwochen, AuszeichnungChartplatzierungen (Jahr, Titel, Album, Platzierungen, Wochen, Auszeichnungen, Anmerkungen) | Höchstplatzierung, Gesamtwochen, AuszeichnungChartplatzierungen (Jahr, Titel, Album, Platzierungen, Wochen, Auszeichnungen, Anmerkungen) | Höchstplatzierung, Gesamtwochen, AuszeichnungChartplatzierungen (Jahr, Titel, Album, Platzierungen, Wochen, Auszeichnungen, Anmerkungen) | Höchstplatzierung, Gesamtwochen, AuszeichnungChartplatzierungen (Jahr, Titel, Album, Platzierungen, Wochen, Auszeichnungen, Anmerkungen) | Anmerkungen                                                                     |
| Jahr | Titel Album                                                           | DE | AT | CH | UK | US | IE | Anmerkungen                                                                     |
| --- | --------------------------------------------------------------------- | --- | --- | --- | --- | --- | --- | ------------------------------------------------------------------------------- |
| 2014 | From Eden Hozier • From Eden                                          | — | — | — | UK69 Platin · (3 Wo.)UK | US— ×2DoppelplatinUS | IE2 (74 Wo.)IE | Erstveröffentlichung: 9. März 2014 Verkäufe: + 2.775.000                        |
| 2014 | Take Me to Church Hozier • Take Me to Church                          | DE2 ×7Siebenfachgold · (62 Wo.)DE | AT1 Platin · (42 Wo.)AT | CH1 Platin · (68 Wo.)CH | UK2 ×7Siebenfachplatin · (117 Wo.)UK | US2 ×5Diamant + Fünffachplatin · (41 Wo.)US                                                                                              | IE2 (148 Wo.)IE | Erstveröffentlichung: 20. März 2014 Verkäufe: + 25.575.000                      |
| 2014 | Sedated Hozier                                                        | — | — | — | — | US— GoldUS | IE3 (37 Wo.)IE | Erstveröffentlichung: 22. Mai 2014 Verkäufe: + 500.000                          |
| 2014 | Angel of Small Death & the Codeine Scene Hozier                       | — | — | — | UK— SilberUK | US— PlatinUS | IE34 (32 Wo.)IE | Erstveröffentlichung: 5. August 2014 Verkäufe: + 1.240.000                      |
| 2014 | Like Real People Do Hozier                                            | — | — | — | UK— GoldUK | US— ×2DoppelplatinUS | IE69 (5 Wo.)IE | Erstveröffentlichung: 5. August 2014 Verkäufe: + 2.640.000                      |
| 2014 | Work Song Hozier                                                      | — | — | — | UK— PlatinUK | US— ×4VierfachplatinUS | IE39 (33 Wo.)IE | Erstveröffentlichung: 15. September 2014 Verkäufe: + 5.135.000                  |
| 2015 | Someone New Hozier                                                    | — | — | — | UK19 ×2Doppelplatin · (21 Wo.)UK | US— ×3DreifachplatinUS | IE13 (53 Wo.)IE | Erstveröffentlichung: 23. März 2015 Verkäufe: + 4.780.000                       |
| 2015 | Jackie and Wilson Hozier                                              | — | — | — | UK— GoldUK | US— PlatinUS | IE68 (14 Wo.)IE | Erstveröffentlichung: 29. September 2015 Verkäufe: + 1.480.000                  |
| 2016 | Cherry Wine Hozier                                                    | — | — | — | UK— GoldUK | US— ×2DoppelplatinUS | IE56 (8 Wo.)IE | Erstveröffentlichung: 12. Februar 2016 Verkäufe: + 2.540.000                    |
| 2016 | Better Love Legend of Tarzan (O.S.T.)                                 | — | — | — | — | — | IE72 (2 Wo.)IE | Erstveröffentlichung: 17. Juni 2016                                             |
| 2018 | Nina Cried Power Wasteland, Baby! • Nina Cried Power                  | — | — | — | UK87 (1 Wo.)UK | — | IE10 (10 Wo.)IE | Erstveröffentlichung: 7. September 2018 Verkäufe: + 40.000; feat. Mavis Staples |
| 2018 | Movement Wasteland, Baby!                                             | — | — | — | UK— SilberUK | US— PlatinUS | IE40 (10 Wo.)IE | Erstveröffentlichung: 14. November 2018 Verkäufe: + 1.320.000                   |
| 2019 | Almost (Sweet Music) Wasteland, Baby!                                 | — | — | — | UK82 Gold · (4 Wo.)UK | US— ×2DoppelplatinUS | IE8 (13 Wo.)IE | Erstveröffentlichung: 16. Januar 2019 Verkäufe: + 2.580.000                     |
| 2020 | The Parting Glass –                                                   | — | — | — | — | — | IE44 (1 Wo.)IE | Erstveröffentlichung: 17. April 2020 Original: Traditional                      |
| 2022 | Swan Upon Leda –                                                      | — | — | — | — | — | IE33 (2 Wo.)IE | Erstveröffentlichung: 7. Oktober 2022                                           |
| 2023 | Eat Your Young Unreal Unearth • Eat Your Young                        | DE— aDE | AT45 (1 Wo.)AT | CH73 (2 Wo.)CH | UK22 Silber · (9 Wo.)UK | US67 Platin · (2 Wo.)US | IE7 (9 Wo.)IE | Erstveröffentlichung: 17. März 2023 Verkäufe: + 1.225.000                       |
| 2023 | Francesca Unreal Unearth                                              | — | — | — | — | — | IE37 (6 Wo.)IE | Erstveröffentlichung: 19. Mai 2023                                              |
| 2023 | Unknown / Nth Unreal Unearth                                          | — | — | — | — | US— GoldUS | IE42 (2 Wo.)IE | Erstveröffentlichung: 23. Juni 2023 Verkäufe: + 500.000                         |
| 2023 | De Selby (Part 1) Unreal Unearth                                      | — | — | — | — | — | IE34 (1 Wo.)IE | Erstveröffentlichung: 21. Juli 2023                                             |
| 2023 | De Selby (Part 2) Unreal Unearth                                      | — | — | — | — | — | IE30 (4 Wo.)IE | Erstveröffentlichung: 21. Juli 2023                                             |
| 2024 | Too Sweet Unheard                                                     | DE10 Gold · (44 Wo.)DE | AT4 Platin · (55 Wo.)AT | CH5 Platin · (59 Wo.)CH | UK1 ×3Dreifachplatin · (… Wo.)UK | US1 ×4Vierfachplatin · (52 Wo.)US | IE1 (… Wo.)IE | Erstveröffentlichung: 22. März 2024 Verkäufe: + 7.913.333                       |
| Folgende Lieder erschienen nicht als Single, wurden aber durch das Album zum Download und Streaming bereitgestellt und konnten somit eine Platzierung erlangen: |                                                                       | | | | | | |                                                                                 |
| |                                                                       | | | | | | |                                                                                 |
| 2014 | To Be Alone Hozier                                                    | — | — | — | — | US— GoldUS | IE74 (6 Wo.)IE | Charteinstieg: 25. September 2014 Verkäufe: + 540.000                           |
| 2018 | NFWMB Nina Cried Power                                                | — | — | — | — | — | IE27 (3 Wo.)IE | Charteinstieg: 14. September 2018                                               |
| 2019 | To Noise Making (Sing) Wasteland, Baby!                               | — | — | — | — | — | IE44 (1 Wo.)IE | Charteinstieg: 8. März 2019                                                     |
| 2023 | All Things End Eat Your Young                                         | — | — | — | — | — | IE30 (1 Wo.)IE | Charteinstieg: 24. März 2023                                                    |
| 2023 | Through Me (The Flood) Eat Your Young                                 | — | — | — | — | — | IE40 (1 Wo.)IE | Charteinstieg: 24. März 2023                                                    |
| 2023 | Damage Gets Done Unreal Unearth                                       | — | — | — | UK86 (1 Wo.)UK | — | IE67 (1 Wo.)IE | Charteinstieg: 25. August 2023 feat. Brandi Carlile                             |
| 2024 | Wildflower and Barley Unheard                                         | — | — | — | UK86 (1 Wo.)UK | — | IE35 (1 Wo.)IE | Charteinstieg: 29. März 2024 feat. Allison Russell                              |
| 2024 | Empire Now Unheard                                                    | — | — | — | UK92 (1 Wo.)UK | — | IE39 (1 Wo.)IE | Charteinstieg: 29. März 2024                                                    |
| 2024 | Nobody’s Soldier Unaired                                              | — | — | — | UK48 (9 Wo.)UK | — | IE44 (4 Wo.)IE | Charteinstieg: 23. August 2024                                                  |
| 2025 | Do I Wanna Know? (Live at BBC Radio 1) BBC Radio 1’s Live Lounge 2014 | — | — | — | UK18 Silber · (5 Wo.)UK | — | IE9 (… Wo.)IE | Charteinstieg: 23. Januar 2025 Verkäufe: + 200.000; Original: Arctic Monkeys    |

### Als Gastmusiker
| Jahr | Titel Album                                                              | Höchstplatzierung, Gesamtwochen, AuszeichnungChartplatzierungen (Jahr, Titel, Album, Platzierungen, Wochen, Auszeichnungen, Anmerkungen) | Höchstplatzierung, Gesamtwochen, AuszeichnungChartplatzierungen (Jahr, Titel, Album, Platzierungen, Wochen, Auszeichnungen, Anmerkungen) | Höchstplatzierung, Gesamtwochen, AuszeichnungChartplatzierungen (Jahr, Titel, Album, Platzierungen, Wochen, Auszeichnungen, Anmerkungen) | Höchstplatzierung, Gesamtwochen, AuszeichnungChartplatzierungen (Jahr, Titel, Album, Platzierungen, Wochen, Auszeichnungen, Anmerkungen) | Höchstplatzierung, Gesamtwochen, AuszeichnungChartplatzierungen (Jahr, Titel, Album, Platzierungen, Wochen, Auszeichnungen, Anmerkungen) | Höchstplatzierung, Gesamtwochen, AuszeichnungChartplatzierungen (Jahr, Titel, Album, Platzierungen, Wochen, Auszeichnungen, Anmerkungen) | Anmerkungen                                                                            |
| Jahr | Titel Album                                                              | DE | AT | CH | UK | US | IE | Anmerkungen                                                                            |
| ---- | ------------------------------------------------------------------------ | --- | --- | --- | --- | --- | --- | -------------------------------------------------------------------------------------- |
| 2014 | In Your Own Sweet Time –                                                 | — | — | — | — | — | — | Erstveröffentlichung: 24. März 2014 Zaska feat. Andrew Hozier‐Byrne & Karen Cowley     |
| 2019 | The Bones (Remix) –                                                      | — | — | — | — | US— bUS | IE— bIE | Erstveröffentlichung: 4. Oktober 2019 Maren Morris feat. Hozier                        |
| 2021 | Tell It to My Heart Meduza                                               | DE70 (4 Wo.)DE | — | CH65 (2 Wo.)CH | UK46 Silber · (11 Wo.)UK | US— GoldUS | IE13 (18 Wo.)IE | Erstveröffentlichung: 29. Oktober 2021 Verkäufe: + 1.070.000; Meduza feat. Hozier      |
| 2023 | Northern Attitude Stick Season                                           | — | — | — | UK— PlatinUK | US37 Platin · (12 Wo.)US | — | Erstveröffentlichung: 10. November 2023 Verkäufe: + 1.600.000; Noah Kahan feat. Hozier |
| 2025 | The First Time Ever I Saw Your Face The Secret of Live: Partners, Vol. 2 | — | — | — | — | — | — | Erstveröffentlichung: 30. April 2025 Barbra Streisand feat. Hozier                     |

## Musikvideos
| Jahr | Titel                | Regie                                             |
| ---- | -------------------- | ------------------------------------------------- |
| 2013 | Cherry Wine (Live)   |                                                   |
| 2013 | Take Me to Church    | Brendan Canty, Conal Thomson                      |
| 2014 | Sedated              | Matt Bateman                                      |
| 2014 | Jackie and Wilson    | — (Version 1, 2014) Mark Bailey (Version 2, 2015) |
| 2015 | To Be Alone          | Maurice Linnane                                   |
| 2015 | Someone New          | Anthony Byrne                                     |
| 2015 | Work Song            | Isaac Ravishankara                                |
| 2016 | Cherry Wine          | Dearbhla Walsh                                    |
| 2016 | Better Love          |                                                   |
| 2018 | Movement             | Christopher Barrett, Luke Taylor                  |
| 2019 | Almost (Sweet Music) | Blythe Thomas                                     |
| 2019 | Jackboot Jump        | Sydney Gawlik                                     |
| 2021 | Tell It to My Heart  | Mónica G. Carter                                  |
| 2023 | De Selby (Part 2)    | Wolf James                                        |
| 2023 | All Things End       | Jared Asher Harris                                |
| 2024 | Too Sweet            | Ruth Medjber                                      |
| 2024 | Nobody’s Soldier     | Daniel Ryan                                       |

## Promoveröffentlichungen
Promo-Singles

| Jahr | Titel Album                                 | Höchstplatzierung, Gesamtwochen, AuszeichnungChartplatzierungen (Jahr, Titel, Album, Platzierungen, Wochen, Auszeichnungen, Anmerkungen) | Höchstplatzierung, Gesamtwochen, AuszeichnungChartplatzierungen (Jahr, Titel, Album, Platzierungen, Wochen, Auszeichnungen, Anmerkungen) | Höchstplatzierung, Gesamtwochen, AuszeichnungChartplatzierungen (Jahr, Titel, Album, Platzierungen, Wochen, Auszeichnungen, Anmerkungen) | Höchstplatzierung, Gesamtwochen, AuszeichnungChartplatzierungen (Jahr, Titel, Album, Platzierungen, Wochen, Auszeichnungen, Anmerkungen) | Höchstplatzierung, Gesamtwochen, AuszeichnungChartplatzierungen (Jahr, Titel, Album, Platzierungen, Wochen, Auszeichnungen, Anmerkungen) | Höchstplatzierung, Gesamtwochen, AuszeichnungChartplatzierungen (Jahr, Titel, Album, Platzierungen, Wochen, Auszeichnungen, Anmerkungen) | Anmerkungen                                                |
| Jahr | Titel Album                                 | DE | AT | CH | UK | US | IE | Anmerkungen                                                |
| ---- | ------------------------------------------- | --- | --- | --- | --- | --- | --- | ---------------------------------------------------------- |
| 2013 | Cherry Wine (Live) Wish I Was Here (O.S.T.) | — | — | — | — | — | IE73 (5 Wo.)IE | Erstveröffentlichung: 2013                                 |
| 2014 | It Will Come Back Hozier                    | — | — | — | — | US— GoldUS | — | Erstveröffentlichung: 2014 Verkäufe: + 500.000             |
| 2018 | Shrike Nina Cried Power • Wasteland, Baby!  | — | — | — | UK— SilberUK | US— GoldUS | IE31 (3 Wo.)IE | Erstveröffentlichung: 1. November 2018 Verkäufe: + 800.000 |
| 2019 | Jackboot Jump –                             | — | — | — | — | — | — | Erstveröffentlichung: 21. November 2019                    |

## Sonderveröffentlichungen

### Alben
| Jahr | Titel Album                                                                        | Anmerkungen                                                             |
| ---- | ---------------------------------------------------------------------------------- | ----------------------------------------------------------------------- |
| 2014 | Spotify Sessions – Live from Spotify SXSW Island Records • Rubyworks Records (UMG) | Erstveröffentlichung: 25. Juli 2014 Teil der „Spotify-Sessions“-Reihe   |
| 2014 | Spotify Sessions – London Island Records • Rubyworks Records (UMG)                 | Erstveröffentlichung: 28. Juli 2014 Teil der „Spotify-Sessions“-Reihe   |
| 2014 | In the Woods Somewhere Columbia Records (Sony)                                     | Erstveröffentlichung: 28. November 2014 RSD-Veröffentlichung            |
| 2023 | Spotify Singles Columbia Records (Sony)                                            | Erstveröffentlichung: 13. Oktober 2023 Teil der „Spotify-Singles“-Reihe |

### Lieder
| Jahr | Titel Album                                                              | Anmerkungen                                                                                         |
| ---- | ------------------------------------------------------------------------ | --------------------------------------------------------------------------------------------------- |
| 2023 | Blood Upon the Snow God of War Ragnarök                                  | Erstveröffentlichung: 5. Mai 2023 Bear McCreary feat. Hozier                                        |
| 2023 | Requiem The Returner                                                     | Erstveröffentlichung: 8. September 2023 Allison Russell feat. Brandi Carlile, Brandy Clark & Hozier |
| 2023 | Tell It to My Heart Meduza                                               | Erstveröffentlichung: 13. Oktober 2023 Meduza feat. Hozier                                          |
| 2024 | Northern Attitude Stick Season                                           | Erstveröffentlichung: 19. Januar 2024 Noah Kahan feat. Hozier                                       |
| 2025 | The First Time Ever I Saw Your Face The Secret of Live: Partners, Vol. 2 | Erstveröffentlichung: 27. Juni 2025 Barbra Streisand feat. Hozier                                   |

| Jahr | Titel Album                                                           | Anmerkungen                            |
| ---- | --------------------------------------------------------------------- | -------------------------------------- |
| 2014 | Do I Wanna Know? (Live at BBC Radio 1) BBC Radio 1’s Live Lounge 2014 | Erstveröffentlichung: 27. Oktober 2014 |

| Jahr | Titel Soundtrack                   | Anmerkungen                         |
| ---- | ---------------------------------- | ----------------------------------- |
| 2014 | Cherry Wine (Live) Wish I Was Here | Erstveröffentlichung: 15. Juli 2014 |
| 2016 | Better Love Legend of Tarzan       | Erstveröffentlichung: 16. Juni 2016 |

### Videoalben
| Jahr | Titel Album                                   | Anmerkungen                                                            |
| ---- | --------------------------------------------- | ---------------------------------------------------------------------- |
| 2014 | Tiny Desk Concert National Public Radio (NPR) | Erstveröffentlichung: 27. Mai 2014 Teil der „Tiny-Desk-Concerts“-Reihe |

## Statistik

### Chartauswertung
|                     | DE    | AT    | CH    | UK    | US    | IE    |
| ------------------- | ----- | ----- | ----- | ----- | ----- | ----- |
| Nummer-eins-Alben   | DE—DE | AT—AT | CH—CH | UK1UK | US1US | IE3IE |
| Top-10-Alben        | DE1DE | AT1AT | CH1CH | UK3UK | US4US | IE3IE |
| Alben in den Charts | DE3DE | AT3AT | CH4CH | UK3UK | US6US | IE3IE |

|                       | DE    | AT    | CH    | UK     | US    | IE     |
| --------------------- | ----- | ----- | ----- | ------ | ----- | ------ |
| Nummer-eins-Singles   | DE—DE | AT1AT | CH1CH | UK1UK  | US1US | IE1IE  |
| Top-10-Singles        | DE2DE | AT2AT | CH2CH | UK2UK  | US2US | IE7IE  |
| Singles in den Charts | DE3DE | AT3AT | CH4CH | UK13UK | US4US | IE34IE |

### Auszeichnungen für Musikverkäufe
Die Lieder Arsonist’s Lullabye (+ 700.000), Foreigner’s God (+ 500.000), In a Week (+ 500.000), Wasteland, Baby! (+ 500.000) und Would That I (+ 1.280.000) erschienen weder als Singles, noch konnten sie sich aufgrund von Downloads oder Streaming in den Charts platzieren, dennoch erhielten diese Schallplattenauszeichnungen.
| Land/RegionAuszeichnungen für Musikverkäufe (Land/Region, Auszeichnungen, Verkäufe, Quellen) | Silber     | Gold       | Platin         | Diamant     | Verkäufe   | Quellen              |
| -------------------------------------------------------------------------------------------- | ---------- | ---------- | -------------- | ----------- | ---------- | -------------------- |
| Australien (ARIA)                                                                            | —          | Gold1      | 25× Platin25   | —           | 1.685.000  | aria.com.au          |
| Belgien (BRMA)                                                                               | —          | —          | 4× Platin4     | —           | 130.000    | ultratop.be          |
| Brasilien (PMB)                                                                              | —          | 8× Gold8   | Platin1        | 5× Diamant5 | 1.220.000  | pro-musicabr.org.br  |
| Dänemark (IFPI)                                                                              | —          | 4× Gold4   | 10× Platin10   | —           | 710.000    | ifpi.dk              |
| Deutschland (BVMI)                                                                           | —          | 3× Gold3   | 3× Platin3     | —           | 1.450.000  | musikindustrie.de    |
| Frankreich (SNEP)                                                                            | —          | —          | Platin1        | 2× Diamant2 | 798.333    | snepmusique.com      |
| Griechenland (IFPI)                                                                          | —          | —          | 2× Platin2     | —           | 40.000     | Einzelnachweise      |
| Irland (IRMA)                                                                                | —          | —          | 3× Platin3     | —           | 45.000     | Einzelnachweise      |
| Italien (FIMI)                                                                               | —          | 2× Gold2   | 9× Platin9     | —           | 575.000    | fimi.it              |
| Kanada (MC)                                                                                  | —          | 4× Gold4   | 29× Platin29   | Diamant1    | 3.280.000  | musiccanada.com      |
| Mexiko (AMPROFON)                                                                            | —          | Gold1      | —              | —           | 30.000     | amprofon.com.mx      |
| Neuseeland (RMNZ)                                                                            | —          | —          | 29× Platin29   | —           | 750.000    | radioscope.co.nz NZ2 |
| Niederlande (NVPI)                                                                           | —          | Gold1      | 4× Platin4     | —           | 325.000    | nvpi.nl              |
| Norwegen (IFPI)                                                                              | —          | —          | 8× Platin8     | —           | 310.000    | ifpi.no              |
| Österreich (IFPI)                                                                            | —          | —          | 3× Platin3     | —           | 75.000     | ifpi.at              |
| Polen (ZPAV)                                                                                 | —          | 3× Gold3   | 6× Platin6     | —           | 270.000    | olis.pl              |
| Portugal (AFP)                                                                               | —          | 3× Gold3   | 6× Platin6     | —           | 73.500     | Einzelnachweise      |
| Schweden (IFPI)                                                                              | —          | —          | 11× Platin11   | —           | 520.000    | sverigetopplistan.se |
| Schweiz (IFPI)                                                                               | —          | —          | 2× Platin2     | —           | 60.000     | hitparade.ch         |
| Singapur (RIAS)                                                                              | —          | Gold1      | —              | —           | 5.000      | rias.org.sg          |
| Spanien (Promusicae)                                                                         | —          | —          | 5× Platin5     | —           | 300.000    | elportaldemusica.es  |
| Vereinigte Staaten (RIAA)                                                                    | —          | 10× Gold10 | 37× Platin37   | Diamant1    | 52.000.000 | riaa.com             |
| Vereinigtes Königreich (BPI)                                                                 | 8× Silber8 | 6× Gold6   | 18× Platin18   | —           | 13.300.000 | bpi.co.uk            |
| Zentralamerika (CFC)                                                                         | —          | Gold1      | —              | —           | 35.000     | cfc-musica.com       |
| Insgesamt                                                                                    | 8× Silber8 | 48× Gold48 | 216× Platin216 | 9× Diamant9 |            |                      |